# Literatura furlana
La Literatura furlana és el conjunt d'obres de la zona de parla furlà, principalment a la província italiana del Friül-Venècia Júlia.
Ja al segle v el bisbe Sant Jeroni informa que ha de fer traduir del llatí al romanç el sermons per als seus fidels. Però els primers texts en furlà daten del 1150, el Rodul censuâl di Aquilee, i fins al 1300 no es va fer la primera producció poètica, quan el 1355 es compon la Carta de Gemona, considerada el testimoni escrit més antic en furlà, juntament amb tres poesies anònimes de caràcter realista, popular i provençalitzant. També destaca la producció popular com la villotta, cant popular original, les natale i els corots (cants funeraris).
Per altra banda, en la composició De vulgari eloquentia  (1305-1319) de Dante Alighieri, aquest fa l'afirmació «…Forum Iuli vero et Istria non nisi leve Ytalie esse possunt». Fins i tot, el 1324 va fer un comentari a la Divina Comèdia en furlà. D'aquesta època destaquen Piruz miò doz inculurît (1380) escrit notarial potser d'Antoni Porenzoni, notari de Cividât entre 1365 i 1430; i Bielo dumlo di valôr (1416-1417) del també notari cividalès Simon Victoris da Feltro.

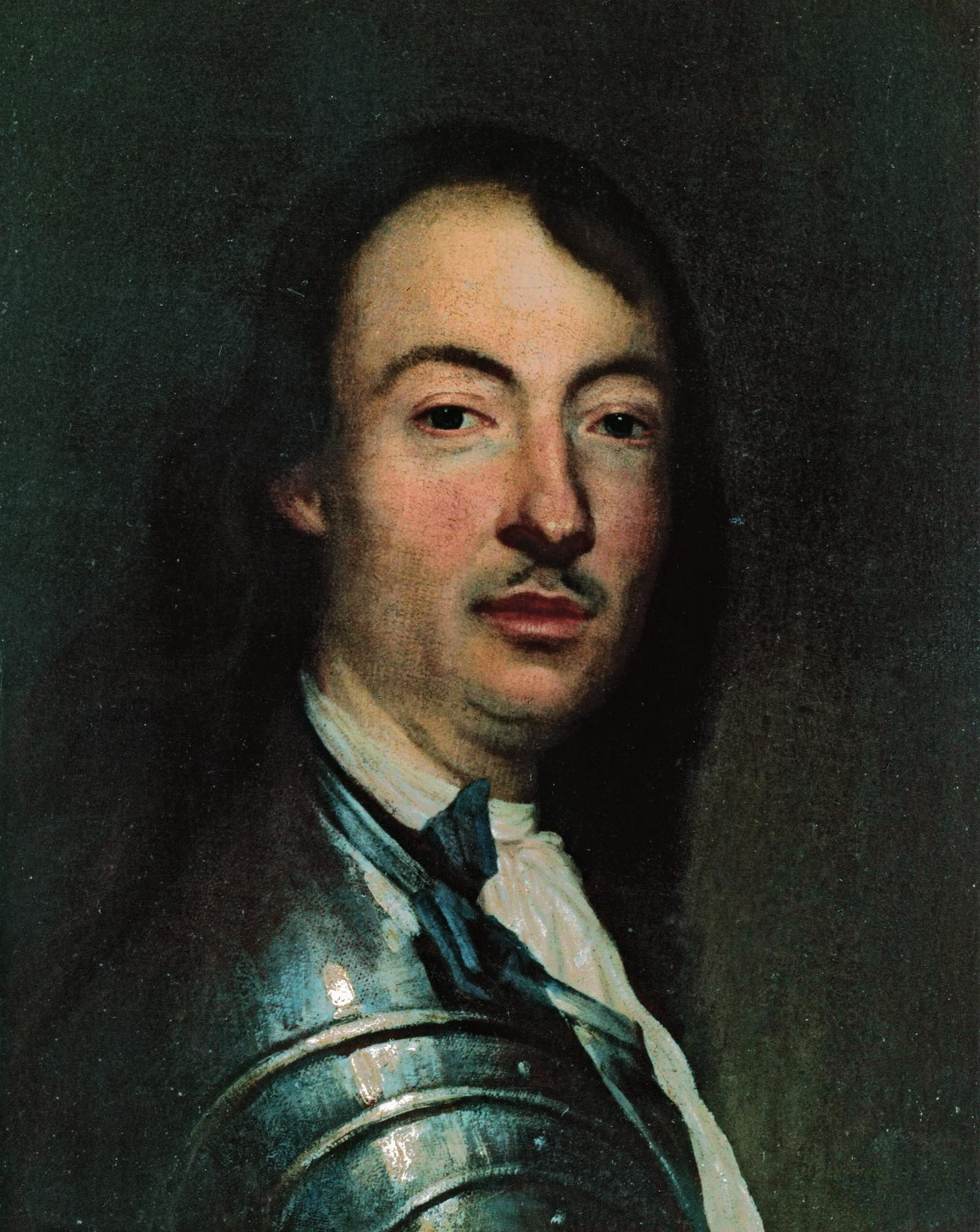
Ermes di Collorêt. Retrat oli sobre tela de Sebastiano Bombelli (Venècia, col·lecció privada).

## Edat Moderna
El segle xvi fou un període de traduccions al furlà de clàssics i d'humanistes, que es difongueren ràpidament mercè a la impremta de Gheraert van der Laye (Gerard de Flandes). Però també fou un període d'important producció literària autòctona, i destacaren autors com Jaroni Blancon, Josef Strassot, Nicolau Muarlupin i Zuan Batiste Zinot. També destaquen els pintors Zuan de Sacchis Il Pordenone (1484-1539) i Zuan d'Udin (1487-1564).
Al segle xvii destaca la impressió a Frankfurt de l'Oratio dominica (1593) que conté un parenostre en furlà, i entre aquest segle i el següent destacarien com a autors literaris furlans el noble Ermes Waldsee de Colorêt (o Colloredo, 1632-1692), qui lluità a la Guerra dels Trenta Anys i fou capità de vaixell a Dalmàcia, una antologia dels poemes del qual foren publicats el 1875 per D. Dall’Ongaro, Zuan Sef Buziz (1660-1743), considerats els millors poetes en furlà del període i autor de La Eneide di Virgili tradotta in viars furlans berneschs (1775) a Gorizia, i Eusebi Stella di Spilimburgo. Durant el segle xviii destacarien com a autors Dal Pedro, Fongarìn, Galis, Murêr, Pecil a Udine, Tomasin a Gorizia i Gatti a Pordenone. També s'edità Poesie in lingua friulana del conte Ermes di Colorêt per Murêr a Udine el 1785.

## seglexix

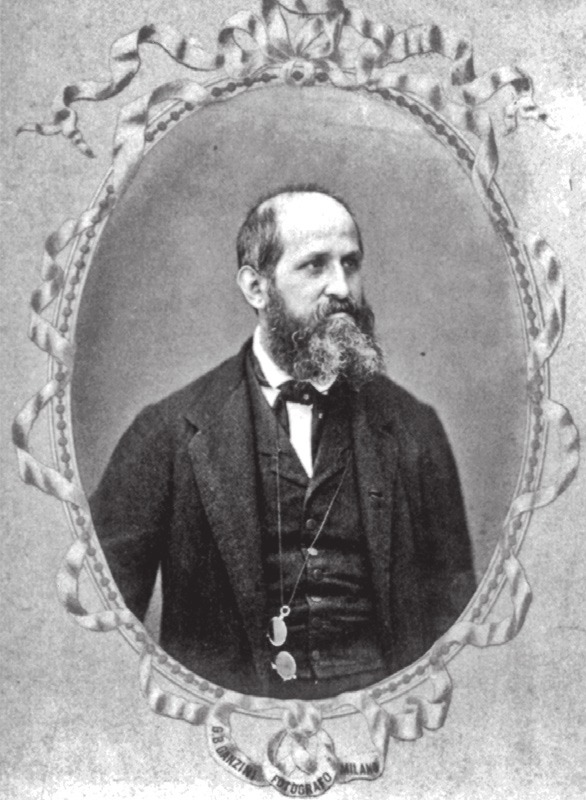
Pacifico Valussi el 1864.

El segle xix furlà vindrà marcat per la figura de Pjeri Çorut (1792-1867) pare de la literatura furlana moderna i editor del primer almanac en furlà, Il Strolic Furlan (L'Almanac Furlà, 1822-1867). El 1843 Antoni Brumatti de Jacomini e Sigisberg va editar a Viena Compendi di dug i contegnos pal soldat tant in gurnigion come in chiam devant il nemì, cul zurament e i articui di uera, traduït de l'alemany. El 1851 l'escriptor i polític Pacifico Valussi (1813-1893) va popularitzar el teatre en furlà, tasca que continuaren Francesc Leitenberg i Josef Edgart Lazzarini. El 1860 s'imprimí a Londres el Vanzeli di Matieu, potser traduït per Pieri Dal Poç. El 1878 es publicà a Ljubljana Lis dimostrazions politichis di Guriza aplicabilis ancia a ches altris dal Litoral. Otavinis in lenga friulan-gurizana de Zuan Luîs Filli, i altres foren Piccolo vocabolario domestico friulano-italiano de Giacomo Scala (Gatti, Pordenon 1870), Proverbi friulani i la Villotte friulane de Valentino Ostermann (Doret, Udin 1876 e 1892). També destacaren els dramaturgs Cjanton, Doret, Patronât, Turchet, Vendram, Zavagne a Udin; Paternolli i Seitz a Gorizia.
I durant la resta del segle destacaren altres autors furlans com Giovanni i Luigi Cortani, el dramaturg B. Palladini, el garibaldí Pjeri Bonnin (1844-1905), autor de Versi furlani (1898) i Gnovis versis furlanis (1900), així com Pjeri Córvat (1863-?), Celestin Suz, guanyador dels Jocs Florals de Montpeller el 1878, i Vittorio Cadel (1884-1917), autor de Fueiz di leria (Fulles d'heura). També es publicaren diversos estudis sobre la llengua i el país, com el Vocabolario friulano (1871) de Jacopo Pirona (1789 - 1870), professor de liceu a Udine; Compendio de storia furlana (1876) de L. Fracassetti; Bibliografia del Friül (1861) de G. Valentinelli; i Friulische studien (1878) de l'alemany Zahn.
Al tombant del segle xix al xx s'editaren el diari Paginis Furlanis (1888-1903) de D. Del Bianco, i els estudis Vocabulari dels dialectes furlans (1900) dels geògrafs Zuan Zusef i Olinto Marinelli (1876-1926), i La statistica etnografica del Friül (1903), de L. Fracassetti. També s'imprimiren gramàtiques com la Zärtlichkeitsausdrücke und Koseworte in der friulanischen Sprache a Praga (1915), que es reeditaria el 1996 a Udin com a Frasi d'affetto e vezzeggiativi in friulano i el 1999 com a Dal Friuli con amore - 800 antiche frasi d'affetto tra innamorati a cura d'Anna Bogaro, Roberta Cortella, Marie Cristine Cescutti, Piera Rizzolatti i Donato Toffoli. El romanès Pimen Constantinescu publicaria a Cluj el 1993 Poesie furlane de Rinassince al Nufcent - Poezie friulanã din Renastere pînã în Zilele, antologia de 70 autors furlans.

## seglexx

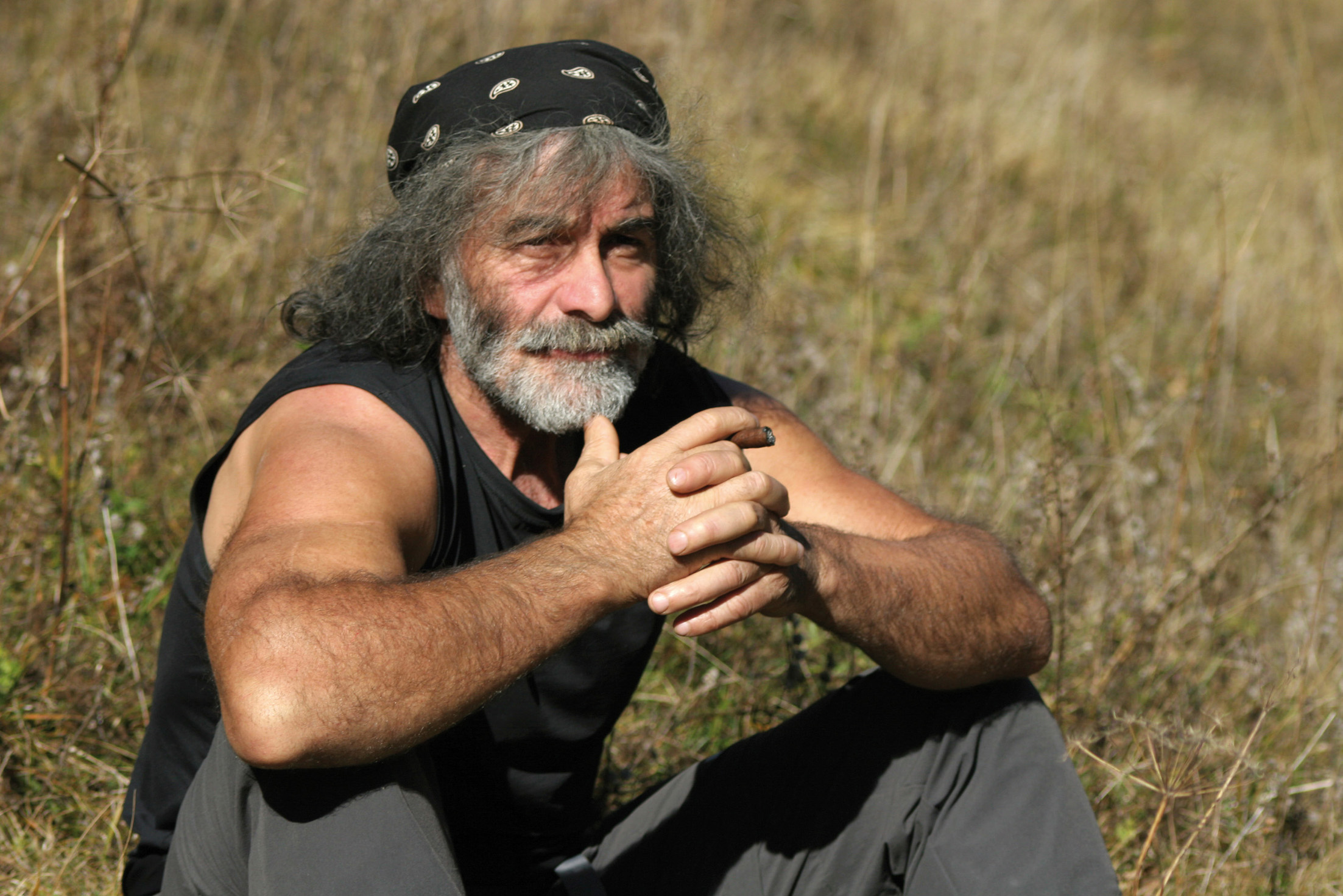
Mauro Corona el 2009.

Un cop acabada la Primera Guerra Mundial, el 1919 es funda a Udine la Societat Filologica Friülana, que promou els clapis (cercles) culturals. En seran promotors els escriptors Ugo Pellis, Bindo Chiurlo (1886-1943), autor de Versi Furlani (1908) i de l'estudi La letteratura ladina del Friül (1915), Ercul Carletti, Dolfo Zorzut (1894-?), amb la novel·la Sot la nape (1926) i P.S. Leicht; aquesta societat promoura la publicació de les revistes Il Strolic Furlan, Sot la nape, Ce Fastu, i representaran drames, cançons i folklore furlà. Josef Marchet funda endemés l’Academiuta de Lengua Furlana, que formaria nous autors com Emilio Nardin, Alfonso Deperis, Francesca Namis, Giovanni Lorenzoni, Enrico Frucg i Toni Bauzon. El 1929 van elaborar el recull Scritti furlani de la narradora Catarine Percût (1812-1887), i G.B. Pellegrini elaborà un Atlas Històric, lingüístic i etnogràfic furlà. Al teatre, cal esmenar Renato Appi i Alviero Negro.
En acabar la Segona Guerra Mundial, el 1945 es funda la Società Peética Antizorutiana, dirigida pel padovà de mare furlana Pieri Pauli Passolini (1925-1975), qui també fundaria el 1947 el grup literari Risultive o Cortese di Furlan, i publicaria quatre llibres de poemes en furlà, Poesie e Casarsa (1942), Dov'è la mia patria (1949), Tal cour di un frut (1953), i La meglio giuventú (1954), però després es dedicaria a la novel·la en italià i al cinema. Altres autors del grup foren Alan Bruein, Galian Zot, Renat Jacumin, Leonardo Zanier i Otmar Marnerdis. Més tard s'hi afegirien Novella Cantarutti, Aurelio Cantoni i Dino Virgili. I més tard es publicaren Vocabolario della lingua friulana de Giorgio Faggin (1985) i la Bíblia per Francesc Placerean i Antoni Beline.
Un punt important el farà el 1952 Josef Marchet amb la publicació de Lineamenti di Gramatica Furlana, que serà considerada com a gramàtica normativa del furlà des d'aleshores, i usada per autors posteriors com Carlo Sgorlon, Forte o Brussini. Tanmateix, alguns escriptors furlans han destacat en italià, com l'udinès Siro Angeli (1913). També és força conegut l'actor udinès Omero Antonutti. Entre els escriptors de la segona meitat del segle, destaca Mauro Corona.
Darrerament també hi ha alguns grups de música pop, com Fur Clap, Fale Curte i Militi FLK, els de música folklòrica la Sedon Salvadie, Carantan, Libars Sunadors di Ruvigne, Liso e Gusto i Bande Zingare. L’Associazione Teatrale Friulana di Udine aplega més de 40 grups aficionats teatrals. També hi ha una Mostre dal Cine Furlan on s‘hi ha mostrat alguns films en furlà, com Maria Zeff, promocionat per la RAI, Prime di sere, Telefrico, El Poete des Pantianes i Mandi Tiere me. Més tard Deganutti, amb Claudio Gasparutti i Eraldo Sgubin, per celebrar el centenari de Çorut, van compondre el film Monumento a P. Zorutt-Poeta dal Friûl. I com a editors, cal destacar com a més actius Arts grafichis furlanis, Clape culturâl Acuilee, Del Bianco, La nuova base, Ribis i Societât filologjiche furlane a Udine; Braitan i Paternolli a Gorizia; Biblioteca dell'immagine a Pordenone.